# Reynosa
Reynosa ou Reinosa é um município do estado de Tamaulipas no México. Localiza-se ao nordeste do país e na fronteira com os Estados Unidos, especificamente com as cidades de Hidalgo e Pharr no estado do Texas. Tem uma extensão territorial de 3.156,34 km² que representam 3,7% da extensão do estado de Tamaulipas. O município faz fronteira ao norte com os Estados Unidos, através do Río Bravo; ao sul com Méndez; ao leste com o Río Bravo e ao oeste com Díaz Ordaz e o Estado de Nuevo León.

## História
Reynosa foi fundada em 14 de março de 1749, com 297 habitantes por Carlos Cantú, sob o comando de José de Escandón Helguera, o conde de Sierra Gorda. Mas, devido às inundações na área em 4 de julho de 1802, eles decidiram mudar cinco milhas a leste mantendo a mesma margem entre eles e do Rio Grande. Não foi até 1926 o governo estadual ter Reynosa reconhecida como cidade.
Reynosa foi nomeado em primeiro lugar ''Villa de Nuestra Señora de Guadalupe de Reynosa. Os pioneiros da vila eram precedidos do El Nuevo Reino de León, especialmente a partir de Monterrey, Cadereyta, Cerralvo e El Pilón. A cidade foi composto com 50 famílias. Foi dado o nome de Reynosa, como um tributo à cidade com o mesmo nome na Espanha, berço de Virrey de Güemez y Horcasitas.
Entre 1846 e 1848, a cidade de  Reynosa foi capturada temporariamente e detida pelo Exército dos Estados Unidos.

## Demografia
Reynosa é a cidade mais populosa do estado de Tamaulipas. Conforme os resultados que resumem o II Levamtamento Geral da População e Habitação que realizou em 2005 o Instituto Nacional de Estatística, Geografia e Informática (INEGI), a cidade de Reynosa tem até esse ano uma população total de 507.998 habitantes, dessa quantidade, 253.630 eram homens e 254.368 mulheres.
A cidade também tem uma zona metropolitana que está formada por três localidades, dos municípios de Río Bravo e uma do município de Reynosa. Segundo o último levantamento e delimitação oficial realizada em conjunto pelo INEGI, o CONAPO e a SEDESOL em 2005, a população total da área metropolitana era até esse ano de um total de 633.730 habitantes, situando n a vigésima-terceira maior aglomeração urbana do México.

## Clima
| Dados climatológicos para Reynosa | Dados climatológicos para Reynosa | Dados climatológicos para Reynosa | Dados climatológicos para Reynosa | Dados climatológicos para Reynosa | Dados climatológicos para Reynosa | Dados climatológicos para Reynosa | Dados climatológicos para Reynosa | Dados climatológicos para Reynosa | Dados climatológicos para Reynosa | Dados climatológicos para Reynosa | Dados climatológicos para Reynosa | Dados climatológicos para Reynosa | Dados climatológicos para Reynosa |
| Mês                               | Jan                               | Fev                               | Mar                               | Abr                               | Mai                               | Jun                               | Jul                               | Ago                               | Set                               | Out                               | Nov                               | Dez                               | Ano                               |
| --------------------------------- | --------------------------------- | --------------------------------- | --------------------------------- | --------------------------------- | --------------------------------- | --------------------------------- | --------------------------------- | --------------------------------- | --------------------------------- | --------------------------------- | --------------------------------- | --------------------------------- | --------------------------------- |
| Temperatura máxima recorde (°C)   | 32                                | 34                                | 38                                | 37                                | 38                                | 39                                | 38                                | 40                                | 38                                | 37                                | 36                                | 33                                | 40                                |
| Temperatura máxima média (°C)     | 20                                | 22                                | 25                                | 27                                | 30                                | 32                                | 33                                | 33                                | 32                                | 29                                | 24                                | 21                                | 27                                |
| Temperatura mínima média (°C)     | 10                                | 12                                | 15                                | 18                                | 21                                | 23                                | 24                                | 23                                | 22                                | 18                                | 15                                | 11                                | 18                                |
| Temperatura mínima recorde (°C)   | −7                                | −11                               | −1                                | 3                                 | 5                                 | 13                                | 13                                | 17                                | 10                                | 3                                 | −2                                | −7                                | 11                                |
| Precipitação (mm)                 | 4                                 | 3                                 | 4                                 | 4                                 | 6                                 | 8                                 | 5                                 | 7                                 | 14                                | 9                                 | 5                                 | 4                                 | 74                                |
| Fonte: Weatherbase 27/03/2010     |                                   |                                   |                                   |                                   |                                   |                                   |                                   |                                   |                                   |                                   |                                   |                                   |                                   |

## Cidades Geminadas
Reynosa possui apenas uma cidade irmã: 
 Uberaba, Brasil

## Pessoas notavéis
- Christian Chávez - Cantor e ator
- Laura Flores - Atriz, apresentadora e cantora